# Vitry-le-François
Vitry-le-François és un municipi francès, situat al departament del Marne i a la regió del Gran Est.

## Fills il·lustres
- René Gateaux (1889-1914), matemàtic
- François Jacquier (1711-1788), clergue i matemàtic
- Abraham de Moivre (1667-1754), matemàtic
- Charles-Louis Sainte-Foy (1817-1877) cantant d'òpera còmica.

## Història
El 1142, Lluís VII va envair el comtat de Xampanya i es va apoderar de Vitry-le-François. Més de mil residents van morir quan es va incendiar l'església de la ciutat.
La ciutat actual és una construcció relativament recent, ja que es va construir el 1545 a instàncies del rei Francesc que volia relocalitzar, Vitry-en-Perthois, que el 1544 havia estat completament destruït com a part del Guerra italiana entre 1542–46. La nova Vitry havia de ser una ciutat moderna, construïda segons un pla produït per Girolamo Marini. El paper del rei en la seva creació va provocar que Vitry-le-François s'anomenara amb el seu nom.